# Sofiane Belmouden
Sofiane Belmouden, né le 5 décembre 1971, est un comédien français principalement connu pour son rôle de l'avocat Malik Nasri dans la série Plus belle la vie.

## Biographie
Sofiane Belmouden a été professeur de théâtre à la Destrousse, jusqu'en 2004.
En 2004, il est révélé et se fait connaître du grand public pour son rôle de Malik Nassri pendant plus de quatre saisons dans le feuilleton Plus belle la vie (France 3). En 2008, il décide de quitter le feuilleton alors que les audiences sont au beau fixe. Il apparaît à l'écran jusqu'au 29 août 2008, date marquant son départ (épisode 1035).
Depuis, Sofiane Belmouden se consacre à sa passion première, le théâtre, en tant que comédien mais aussi metteur en scène.
En juin 2019, Fabienne Carat confie qu'elle aimerait le retour de Malik Nassri dans Plus belle la vie : « Je suis la première à dire que ça serait génial, même pour moi, en tant qu’actrice, pouvoir jouer ça. Cependant, je ne crois pas que Sofiane Belmouden veuille revenir… ». Le 2 avril 2021, les personnages de Malik et Samia Nassri sont déclarés morts dans Plus belle la vie, ce qui met donc fin aux rumeurs d'un éventuel retour de Sofiane Belmouden dans la série.

## Formation
- 1991-1995 : formation de comédien avec la Compagnie Bas les Masques.

## Filmographie

### Télévision
- 2003 : Les caïds de Ramid Issad
- 2004 - 2008 : Plus belle la vie sur France 3 (série TV) : Malik Nassri (saisons 1 à 4)
- 2009 : Suite noire, épisode Le débarcadère des anges (série TV) : Belkacem
- 2011 : Duo sur France 2 (série TV) : Alno
- 2012 : Duo sur France 2 (série TV) : Gédéon de Lignières
- 2021 - 2022 : Ici tout commence sur TF1 (série TV) : Aylan Demir (saison 2)
- 2022 : Les Pennac(s) (France 3) : Saïd Bomard
- 2023 : Monsieur Spade (Netflix) : M. Kahn
- 2024 : Les Pennac(s) (France 3) : Saïd Bomard

### Cinéma

#### Longs métrages
- 1999 : Les Collègues de Philippe Dajoux
- 2000 : Deuxième Quinzaine de juillet de Christophe Reichert : Fabrice

#### Court métrage
- 1999 : René, pas Rémi !

### Réalisation
- 2010 : Moussa (écriture et réalisation)

## Théâtre
- 1996 : Embrouille, Création Cie Bas les Masques
- 1997 : Une aspirine pour deux de Woody Allen
- 1997 : Beaucoup de bruit pour rien de William Shakespeare
- 1998 : Dieu de Woody Allen : mise en scène
- 1998 - 2000 : Don Quichotte et Harold et Maude de Colin Higgins, mise en scène de la Cie Bas les Masques
- 2012 - 2025 : Les Pieds Tanqués de Philippe Chuyen : Yaya
- 2019 : Le mensonge de maman : Quand un père s'oblige à être mère de Didier Schwartz : mise en scène. Participation au Festival d'Avignon